# 张建民 (1964年)
张建民（1964年9月—），男，汉族，河北滦县人，中华人民共和国政治人物。太原工学院工民建专业毕业，太原工业大学结构工程专业硕士研究生，吉林大学东北研究院世界经济专业在职经济学博士学位。

## 生平
1981年9月，就读于太原工学院工民建专业。1985年7月参加工作，在太原工业大学建筑结构研究所助教。1987年9月，在太原工业大学结构工程专业读硕士研究生。
1990年6月任煤炭工业部太原煤矿设计研究院土建处工程师、室主任，1993年4月任建筑所副所长，1995年1月任所长。1995年6月加入中国共产党。1997年7月任院长助理、副院长，2000年9月任太原煤炭设计研究院院长、党委副书记。
2003年4月，任山西省建设厅厅长、党组书记。2006年11月，任山西省人民政府秘书长、党组成员、办公厅党组书记。2008年1月，任山西省副省长、省政府党组成员。2008年9月，因为襄汾尾矿库溃坝事故被免职，任山西省副省长级干部。
2010年3月，任青海省人民政府副省长、省政府党组成员。2015年4月，升任中共青海省委常委。
2016年10月，任中共内蒙古自治区党委常委。11月1日任内蒙古自治区人民政府副主席、党组副书记，内蒙古行政学院院长。2018年7月，任工业和信息化部党组成员，国家烟草专卖局局长、党组书记。